# یواس‌اس مدوکس (دی‌دی-۶۲۲)
یواس‌اس مدوکس (دی‌دی-۶۲۲) (به انگلیسی: USS Maddox (DD-622)) یک کشتی بود که طول آن ۳۴۸ فوت ۳ اینچ (۱۰۶٫۱۵ متر) بود. این کشتی در سال ۱۹۴۲ ساخته شد.